# 退職勧奨

退職事由に係るモデル退職証明書

退職勧奨（たいしょくかんしょう）とは、使用者が労働者に対して退職を促す行為のことであり、一般には「肩叩き」とも言われている。免職や解雇との違いは、退職勧奨はあくまで労働者の自発的な意思による退職を促すという点にある。退職勧奨は、双方の合意があって労働契約終了となるものであり解雇予告とは異なる。「解雇予告」「解雇予告手当」も必要ない。

## 公務員において
公務員においては、ピラミッドの頂上付近のように数が限定されている特定の役職や階級等にある者が長期間同じ役職に留まると下位の者の昇任等に影響を及ぼすため、政令で定められた定年年齢に達する前に退職をさせる（紙面では『勇退』などと表現されることがある）。退職時においては退職金の割増（定年まで勤めた際に支給されると予想される額以上）や、再就職援護などがある（依願退職の場合は一身上の都合で退職するため、原則として就職援護は受けられない）。
自衛隊においては将官ポストは数に限りがあり（陸上自衛隊の場合師団長は9つ、旅団長は6つ）、その上級若しくは相当ポストはさらに数が減少する（総監ポストは5つ、統合・陸海空幕僚長は各1）ため、上級・同列相当ポストの椅子に座れなかった者に残されているのは政令で規定された定年年齢を前にした退官のみである（つまり、個人都合でなく組織の都合）。その代償として退職金は通常の額に加えて定年まで勤めた場合に相当する分が加算支給され、かつ防衛に関係する各企業への就職を援護される。
他の例としては、自衛隊体育学校や冬季戦技教育隊において一定以上のレベルが維持できないと判断された隊員が一般部隊へ転属するか退職するかを選択する例があり、体育競技を行う事を目的に入隊した者の殆どは依願退職して一般企業や教育施設等にて競技を続ける。
警察庁は、警察学校で警察官に適さないと判断した人物に対して積極的に退職を勧奨する方針を指示している。警察官採用試験に合格した者は採用された段階で警察官の身分となり、警察学校で学ぶ時期は試用期間に当たる。
国家公務員における退職勧奨は2013年11月1日から施行された国家公務員退職手当法施行令（昭和28年政令第215号）の一部改正により廃止となり（自衛隊ではかつて4月、8月、12月の1日付で実施していた勧奨退職（1佐（二）の一部と1佐（一）以上の幹部自衛官を対象としていた制度））、早期退職募集制度（応募認定退職ともいう）に移行した。現在は、上司・上級職から一定の年齢・役職勤務を終了と同時に事実上退職を求められる。

## 民間企業において
退職勧奨は使用者が労働者に退職を勧め、最終的に労働者が自由意思でこれに応じて合意退職することをいう。
過員を生じた場合や、労働者の働きぶりがミスマッチであったとしても、解雇権濫用法理（労働契約法第16条）が確立している現在では、企業はみだりに労働者を解雇できない。たとえ解雇に成功したとしても、懲戒解雇でない限り、企業は雇用保険に定める様々な助成金（雇用調整助成金等）を受けられなくなるため、企業は硬軟あらゆる手段を用いて退職勧奨を行い、形の上は労働者の自己都合退職であるという体裁をとるのが常である。